# Smith & Wesson Safety Hammerless
El Smith & Wesson Safety Hammerless o Smith & Wesson New Departure (apodado Lemon Squeezer por los coleccionistas estadounidenses) es un revólver de doble acción que fue producido por la Smith & Wesson desde 1887 hasta 1940. Basado en el Smith & Wesson Modelo 2 de doble acción, este revólver incorporaba un martillo oculto y un seguro externo en el lomo de la empuñadura. Estaba calibrado para los cartuchos .32 S&W y .38 S&W. Su producción cesó en 1940, siendo sobrepasado por los modelos con eyector manual más resistentes.   

## Los Safety Hammerless de 7,94 mm y 9,2 mm

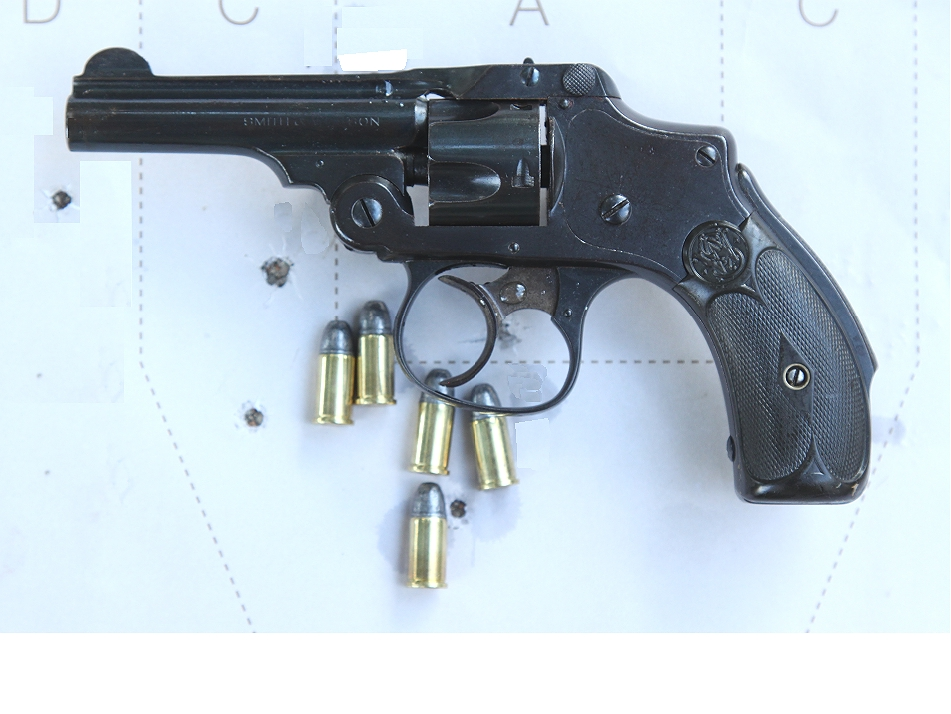
Agrupación de disparos efectuados a 13,71 m con un Smith & Wesson New Departure en .32 S&W, empuñado en una mano.

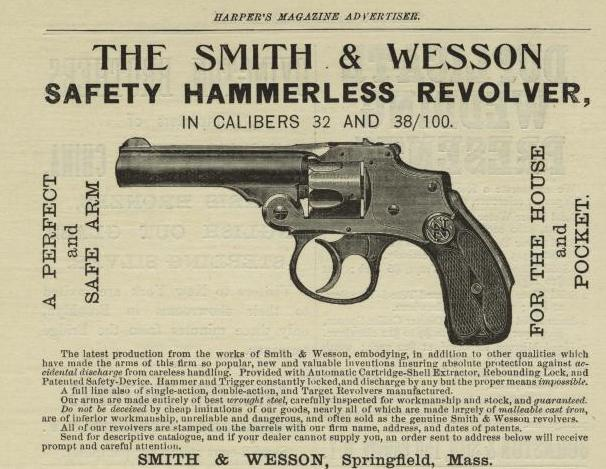
Publicidad del Smith & Wesson Safety Hammerless en Harper's Magazine, 1899.

Los Smith & Wesson Safety Hammerless de 9,2 mm fueron producidos desde 1887 (1888 para los de 7,94 mm) hasta 1940. Estaban calibrados para el .32 S&W o el .38 S&W, empleando un tambor de 5 cartuchos. Fueron mayormente fabricados con cañones de 50,8 mm, 76,2 mm y 89 mm de longitud, pero también se fabricaron algunos con cañones de 152,4 mm de longitud.
Estos revólveres con cañón basculante fueron diseñados para recargarse rápidamente y porte oculto, ya que el martillo era interno y no se enredaría en la ropa al sacar el revólver de un bolsillo. Eran conocidos como "New Departure" para reflejar la nueva línea de la compañía en el diseño de revólveres.
A estos revólveres se les aplicó cambios de diseño mínimos durante su producción, dando origen a varios modelos. El primer modelos fue producido desde 1887 hasta 1902. El revólver de 9,2 mm estaba basado en el armazón mediano de Smith & Wesson, mientras que el de 7,94 mm estaba basado en el armazón más pequeño del Modelo 1½.

## Reaparición del martillo oculto

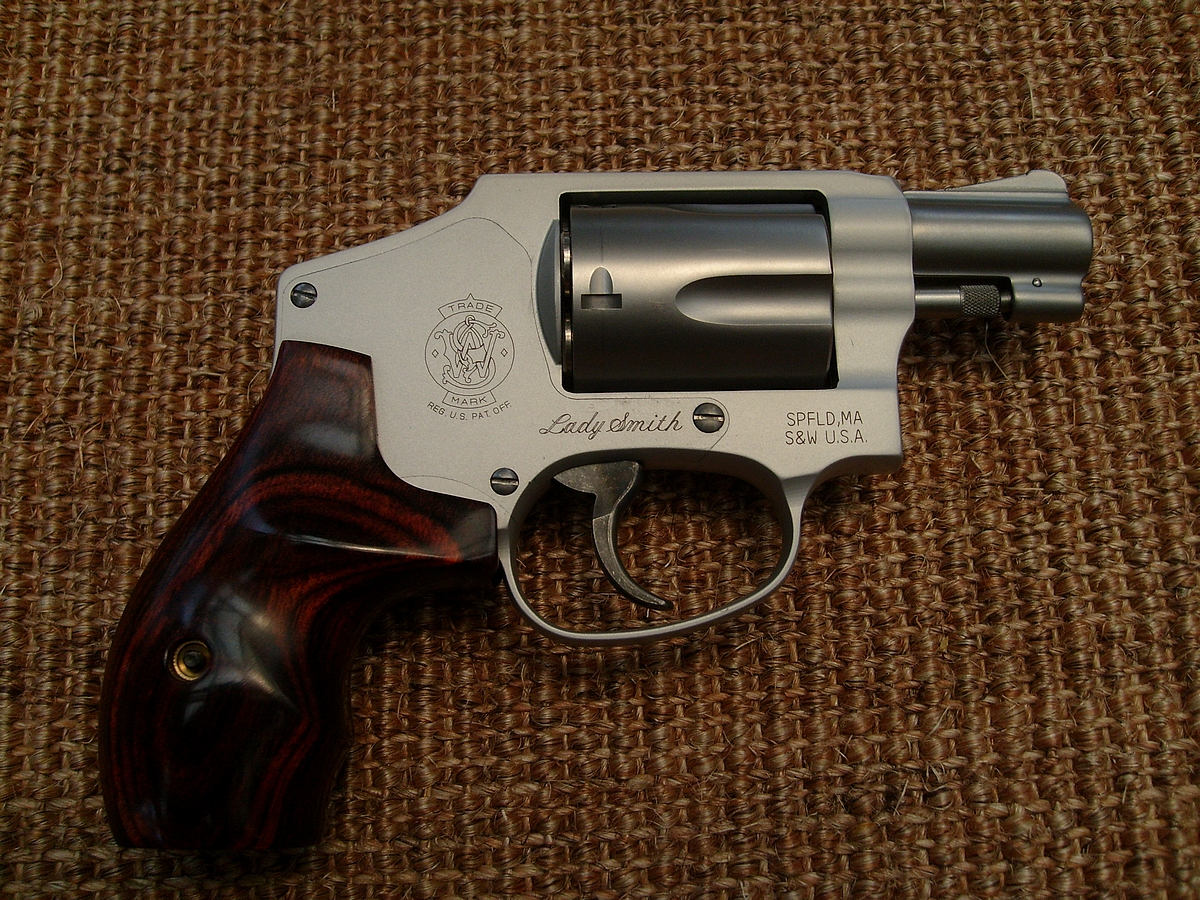
Un Smith & Wesson Modelo 642 Ladysmith en .38 Special.

En 1952 se aplicó el concepto del martillo oculto al armazón "J" de Smith & Wesson. Los productos finales fueron el Modelo 40 y el Modelo 42, ambos calibrados para el .38 Special y encabezando la serie de revólveres Smith & Wesson Centennial producida en el centenario de la fundación de la Smith & Wesson. Aunque pocas empresas copiaron el seguro en la empuñadura, el martillo oculto demostró ser popular en otras empresas, tales como Iver Johnson y Harrington & Richardson. Los revólveres Centennial (sin seguro en la empuñadura) todavía son producidos por la Smith & Wesson y han sido copiados por otras empresas armeras.